# Tomis tenebricus
Tomis tenebricus es una especie de araña saltarina del género Tomis, familia Salticidae. Fue descrita científicamente por Galiano & Baert en 1990.
Habita en Ecuador.